# Wojciech Fiedorczuk
Wojciech Fiedorczuk (Łódź, 6 aprile 1956) è un ex cestista polacco.

## Carriera
Con la Polonia ha disputato i Campionati europei del 1975.

## Palmarès

### Individuale
- Polska Liga Koszykówki MVP: 1

ŁKS Łódź: 1977-1978